# Slatina, Svitavy
Slatina là một làng thuộc huyện Svitavy, vùng Pardubický, Cộng hòa Séc.